# Еберхард II фон Валдбург-Цайл-Вурцах
Еберхард II Франц Леополд Мария фон Валдбург-Цайл-Вурцах (на немски: Eberhard II Franz Leopold Maria 4.Fürst von Waldburg zu Zeil-Wurzach; * 17 май 1828 във Вурцах; † 1 август 1903 в Кислег в Баден-Вюртемберг) е 4. княз на Валдбург-Цайл-Вурцах и имперски наслествен трушсес.
Той е вторият син на княз Леополд II фон Валдбург-Цайл-Вурцах (1795 – 1861) и графиня Мария Йозефа Фугер фон Бабенхаузен (1798 – 1831), дъщеря на 1. княз Анселм Мария Фугер фон Бабенхаузен (1766 – 1821) и графиня Мария Антония Елизабета фон Валдбург-Цайл-Вурцах (1774 – 1814), дъщеря на дядо му княз Еберхард I фон Валдбург-Цайл-Вурцах (1730 – 1807) и графиня Мария Катарина Фугер-Кирхберг-Вайсенхорн (1744 – 1796).
По-големият му брат Карл Мария Еберхард фон Валдбург-Цайл-Вурцах (1825 – 1907) е 3. княз на Валдбург-Цайл-Вурцах, но се отказва на 6 февруари 1865 г. и става фрайхер на Вурцах на 28 август 1888 г.
Със смъртта му през 1903 г. изчезва линията „Валдбург-Цайл-Вурцах“.

## Фамилия
Еберхард II фон Валдбург-Цайл-Вурцах се жени в Моравия на 28 август 1856 г. за графиня София Евгения Франциска Хелена Дубски-Требомислиц (* 28 октомври 1835, Виена; † 15 юли 1857, дворец Райхенбург, Обер-Щайермарк), дъщеря на граф Франц Йозеф Дубски (1784 – 1873) и фрайин Евгения фон Бартенщайн (1808 – 1837). Те имат една дъщеря:
- Мария Евгения София Ксаверина Гизела фон Валдбург-Цайл-Вурцах (* 4 юни 1857, Райхенбург; † 6 януари 1924), омъжена I. на 16 ноември 1882 г. в дворец Кислег за братовчед си граф Карл Йозеф фон Валдбург-Цайл-Зиргенщайн (* 18 декември 1841, Нойтраухбург; † 30 януари 1890, дворец Зиргенщайн), син на 3. княз Константин фон Валдбург-Цайл (1807 – 1862); II. на 4 май 1891 г. в Брегенц (развод 1908) за фрайхер д-р Карл Хайдлер фон Егерег († 10 юли 1917, Кислег)

Еберхард II фон Валдбург-Цайл-Вурцах се жени втори път на 5 август 1858 г. в Моравия за графиня Юлия Дубски-Требомислиц (* 27 април 1841, Виена; † 7 декември 1914, Кислег), полусестра на София (първата му съпруга), дъщеря на граф Франц Йозеф Дубски (1784 – 1873) и графиня Ксаверина фон Коловрат-Краковски (1808 – 1869). Те имат пет дъщери:
- Ксаверия Мария Юлиана (* 22 февруари 1860; † 2 юни 1901, Мюнхен), омъжена на 30 март 1880 г. в Кислег за граф Зигизмунд фон Атемс (* 31 декември 1840, Гьорц; † 26 декември 1910, Подгора)[3]
- Мария Габриела Йозефа (* 24 март 1861, Виена; † 13 юли 1941, Кислег)
- Анна Мария Йозефа Леополдина (* 25 април 1862; † 3 октомври 1868)
- Франциска Серафика Мария Асумпта (* 14 август 1863, Райхенбург; † 15 април 1924)
- Елизабет София Мария (* 7 юли 1866, Вурцах; † 2 ноември 1950, Обенхаузен), омъжена на 22 октомври 1889 г. в Кислег за граф Максимилиан Мой де Сонс (* 8 април 1862, Мюнхен; † 26 април 1933, дворец Обенхаузен)